# District de Nsoc Nsomo
Le district de Nsoc Nsomo (en espagnol : distrito de Nsoc Nsomo) est un district de Guinée équatoriale, constitué par la partie centrale de la Province de Kié-Ntem, dans la région continentale de la Guinée équatoriale. Il a pour chef-lieu la ville de Nsoc Nsomo. Le recensement de 1994 y a dénombré 17 269 habitants.